# 明昭陵
昭陵是明穆宗朱载坖与三位皇后：孝懿庄皇后李氏、孝安皇后陈氏、孝定皇后李氏的合葬陵寝。
该陵第一次形成了“哑巴院”形制，影响了此后的明朝诸陵及清朝入关以后的多座陵寝。

## 建筑历史
原址曾是明世宗朱厚熜为安葬生母慈孝獻皇后蒋氏并迁葬生父明睿宗朱祐杬而选定的陵址，并兴建陵宫，后因朱厚熜在纯德山视阅后认为此地风水优于的大峪山，罢迁陵念头而被搁置。明穆宗朱载坖（1537年3月4日－1572年7月5日）是明世宗第三子，嘉靖十八年（1539）二月为裕王，嘉靖四十五年（1566）十二月即帝位，隆庆六年（1572）五月驾崩。
安葬明穆宗朱載坖及三位皇后的昭陵，早年施工不周，完工後一年，建築便出現了地基沉陷的問題。1574年，昭陵神宮監官陶金等上奏說：「六月以來，陰雨二日，本陵棱恩門裡外磚石沉陷。」1575年正月，明神宗不得不委派工部左侍郎陳一鬆等提督再修昭陵。第一次興建地面建築，共動用庫銀390,932兩，仍未計算當中木植、白城磚、大石窩等費用。後來又有戶、兵二部動用110,119銀兩，總計501,050銀兩。其中；營繕司又用204,422銀兩，虞衡司 13,145兩，都水司118,854兩，屯田司164,628兩。
第二次修葺的費用，文獻中沒有明確記載，但據《明熹宗實錄》記載，前後兩次修建共用銀150餘萬兩。這還不算嘉靖時營建玄宮的費用。如算上嘉靖年間營陵的費用，其總用度至少在200萬兩以上，當時隆慶年間一年的財政總收入亦只有230餘萬兩。
由於營建昭陵需要龐大的錢糧開支，工部庫銀匱乏到了極點。萬曆二年（1574年）八月修繕涿州橋，工部拿不出銀兩，兵部派不出軍匠，最終輔臣張居正請求明神宗懇請太后解囊捐銀，僱工修建。
1644年明楼毁于战火。清康熙三十四年（1695年）三月五日，裬恩殿和两庑配殿又遭雷击起火，陵卒拼命扑救，只救下了两庑配殿，裬恩殿被彻底烧毁。乾隆年间，两庑配殿和裬恩门又相继残坏。乾隆五十至五十二年（1785－1787年）重修昭陵明楼、裬恩门、裬恩殿。修葺后的昭陵建筑由旧制的上檐单翘重昂七踩斗拱、下檐重昂五踩斗拱改成了上下檐均为单翘单昂五踩斗拱。明楼内还增加了条石券顶。裬恩殿保持面阔五间原制，尺度由30.38米缩小至23.3米；进深由四间改为三间，尺度由16.77米缩小为11.92米。裬恩门面阔由18.44米缩小为12.52米，进深由8.04米缩小为6.77米。左右配殿没有重建。神功圣德碑亭没有重建，只在碑石周围旧亭基上修建了一周宇墙。此后再未修葺。
1985年6月十三陵特区开始筹备昭陵的复原修缮工程，1987年4月正式动工。更换了明楼木架结构和瓦饰，重建裬恩殿、裬恩门、两庑配殿、神功圣德碑亭、宰牲亭、神厨库。1990年8月，完成了宰牲亭、神厨库以外的全部工程，9月1日对外开放。1992年，宰牲亭、神厨库也相继竣工。

## 图集

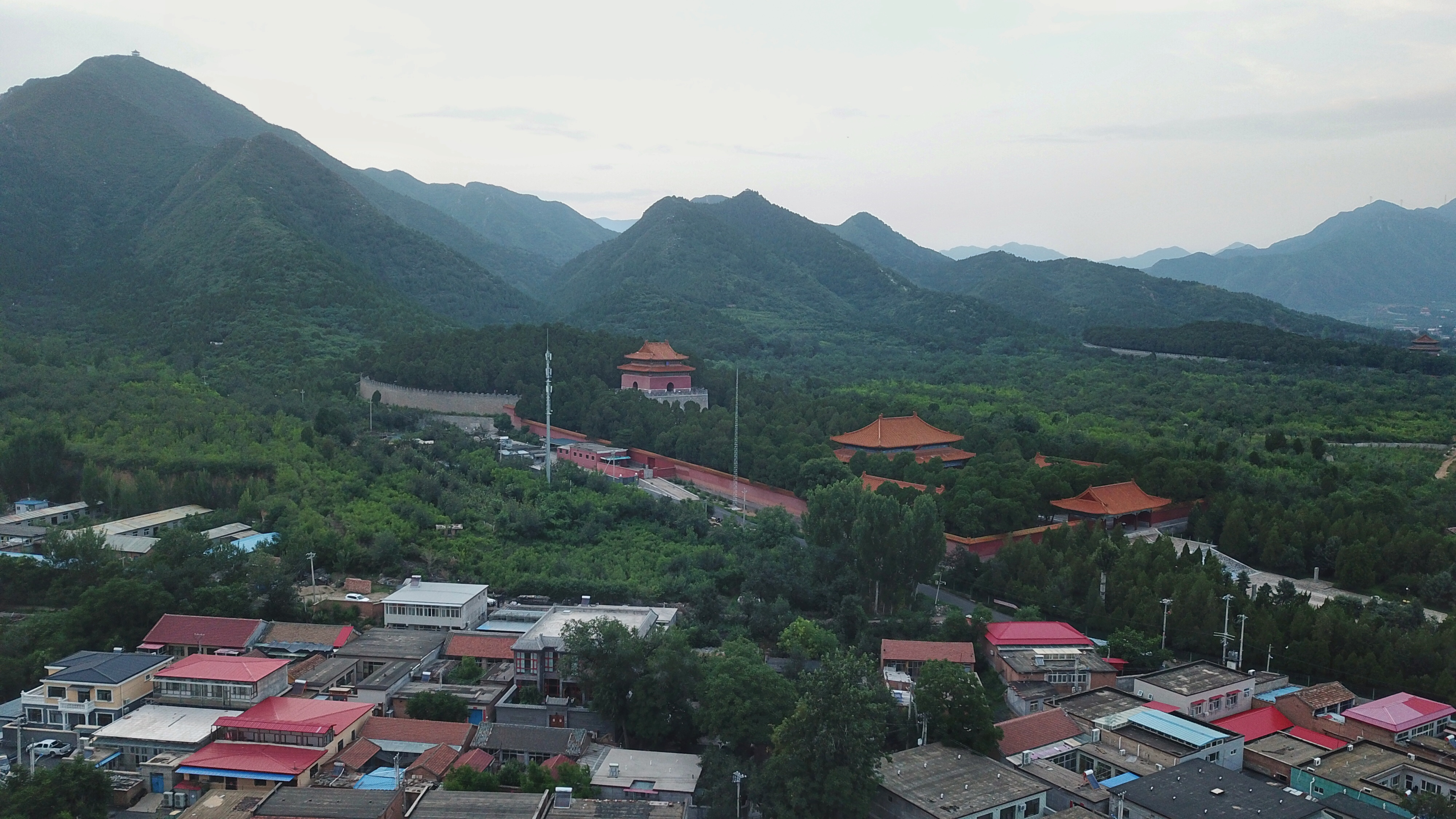
昭陵侧视图（昭陵村上空鸟瞰）
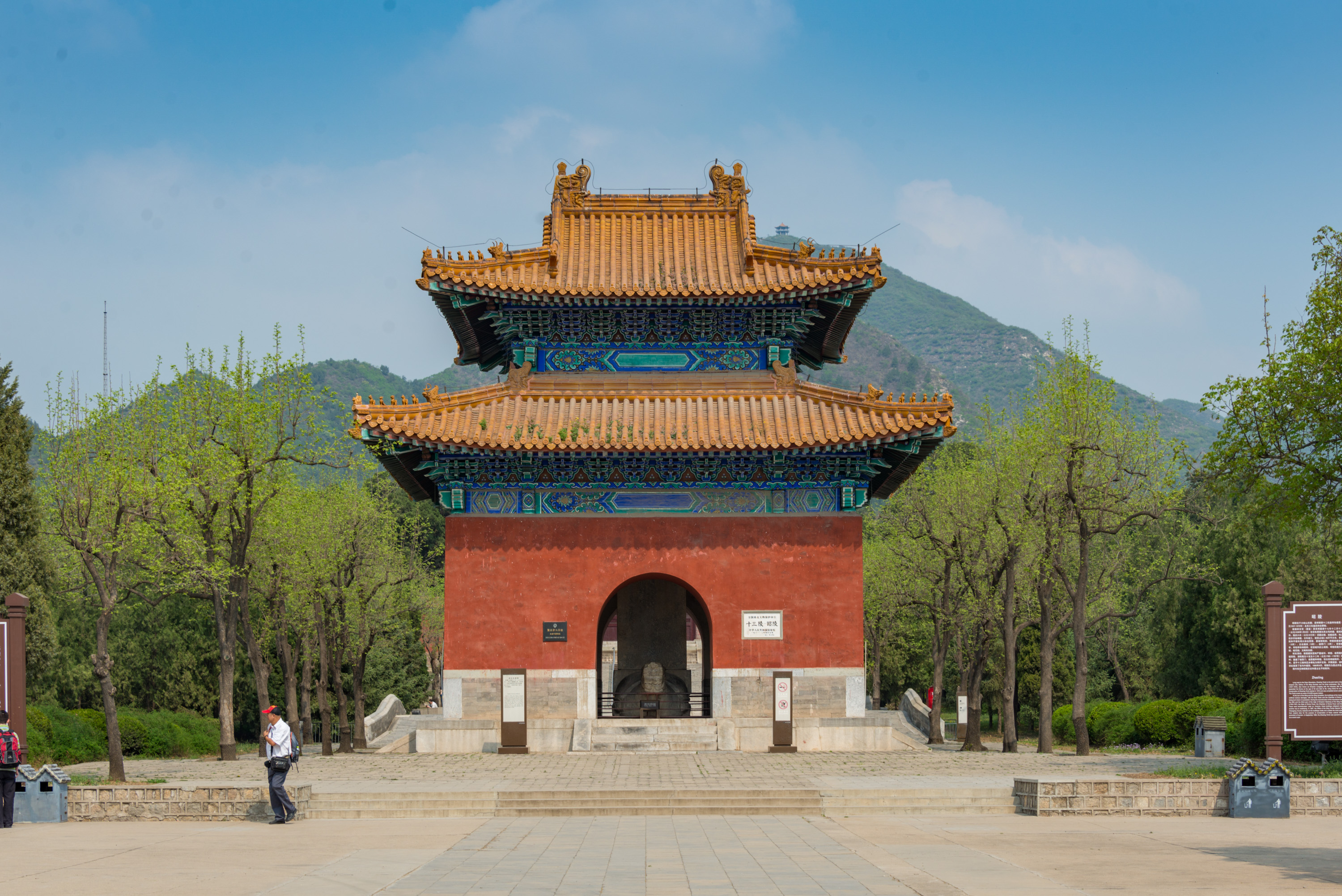
昭陵神功圣德碑亭
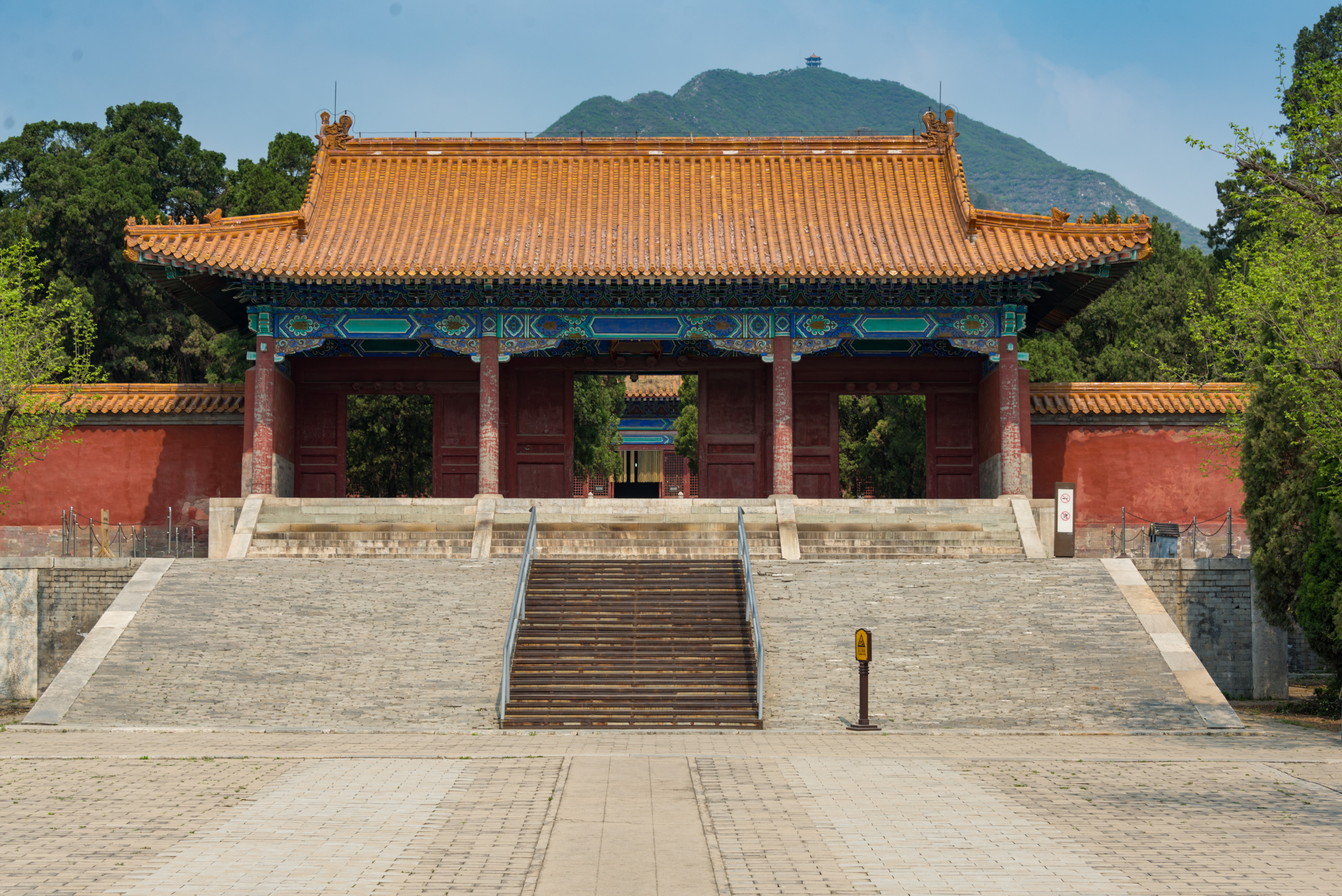
昭陵祾恩门
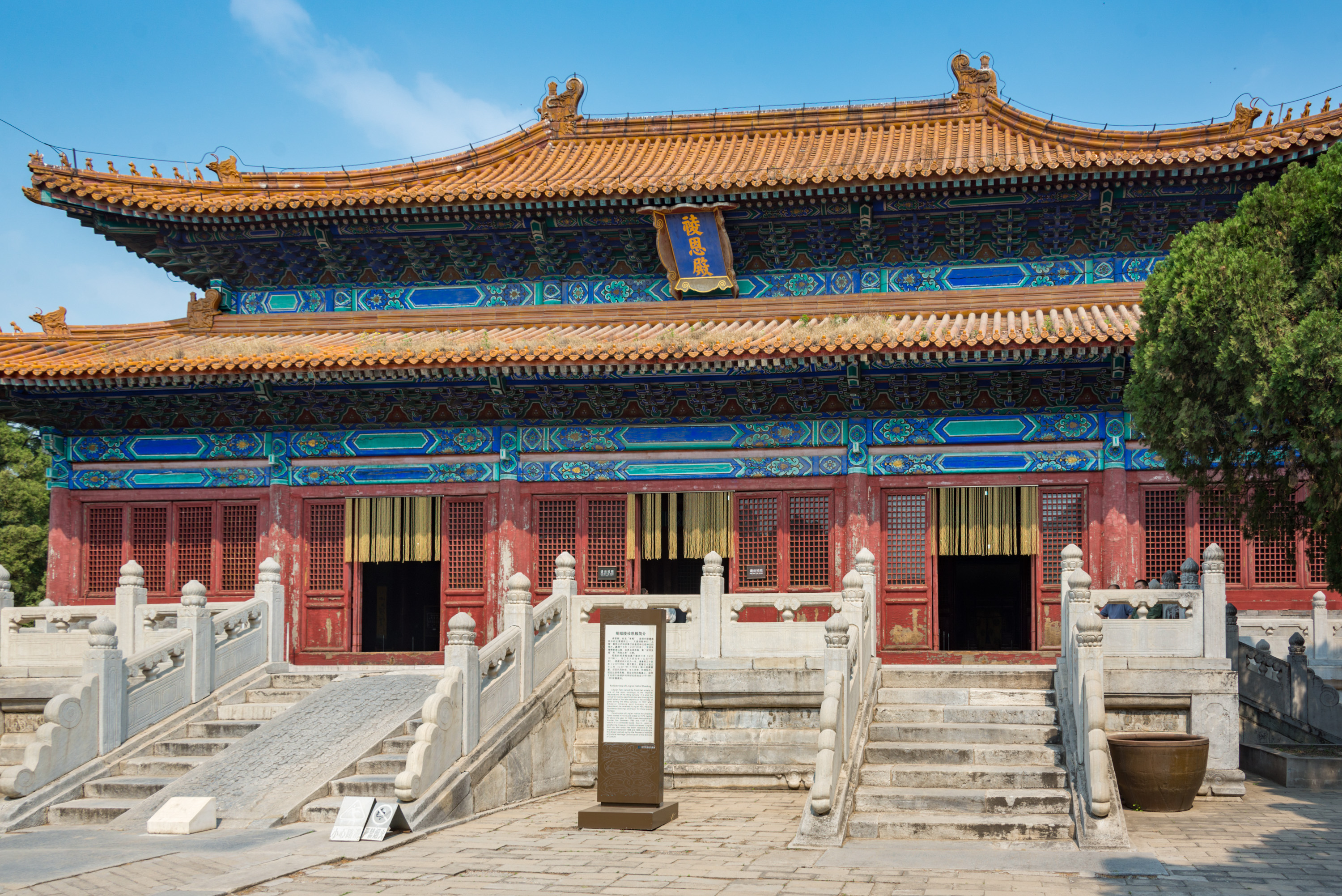
昭陵祾恩殿
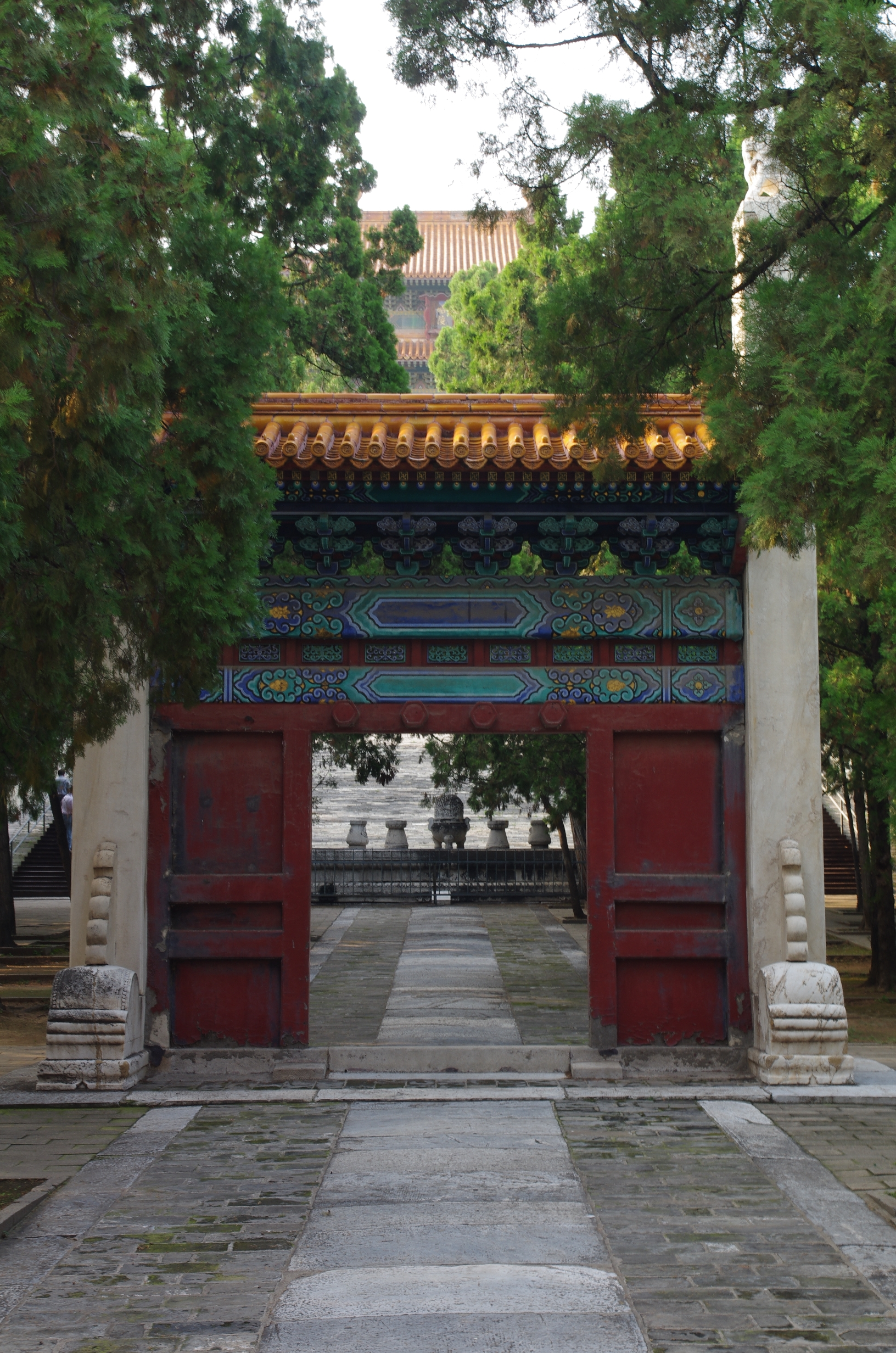
昭陵棂星门
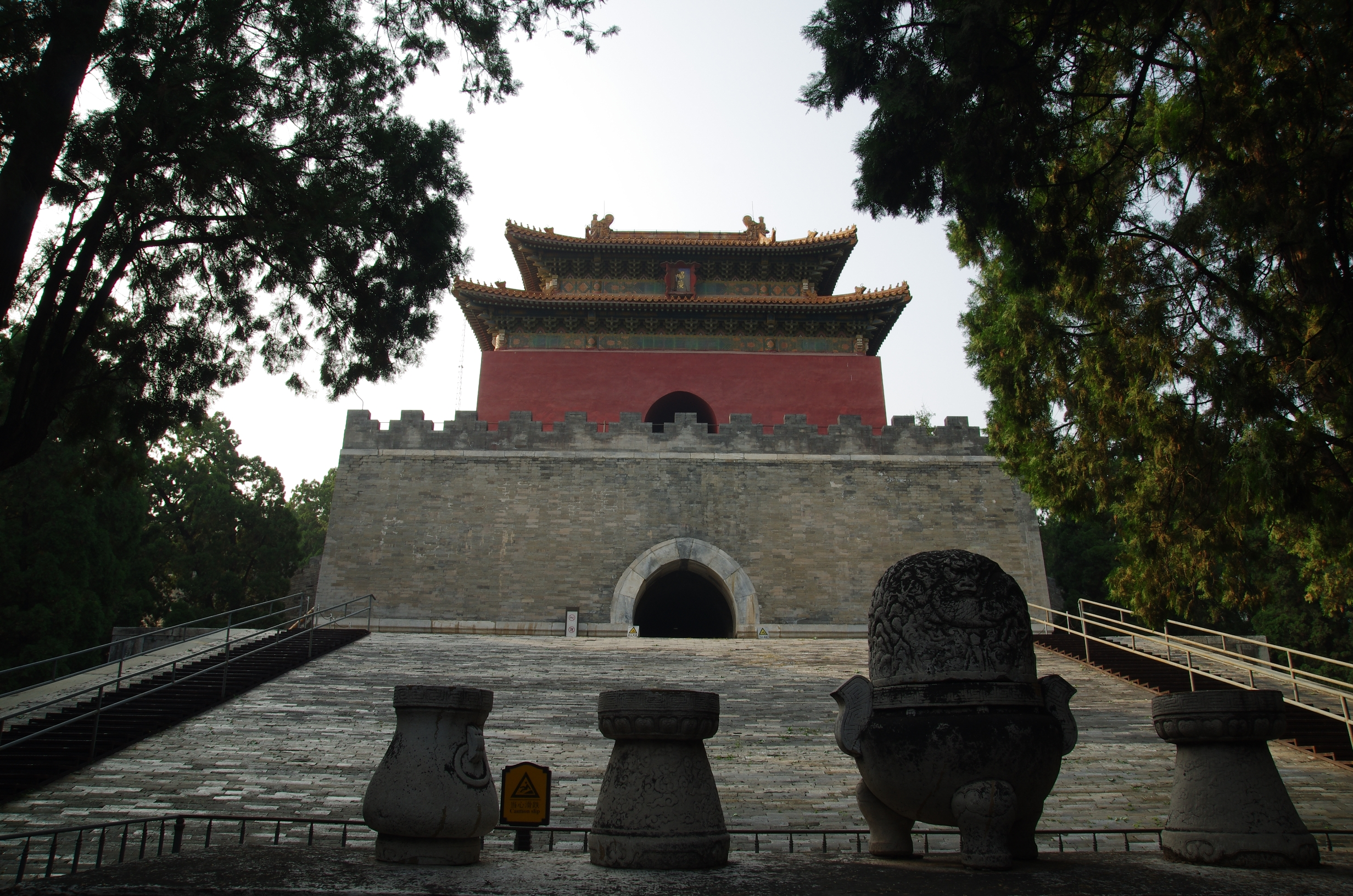
昭陵明楼
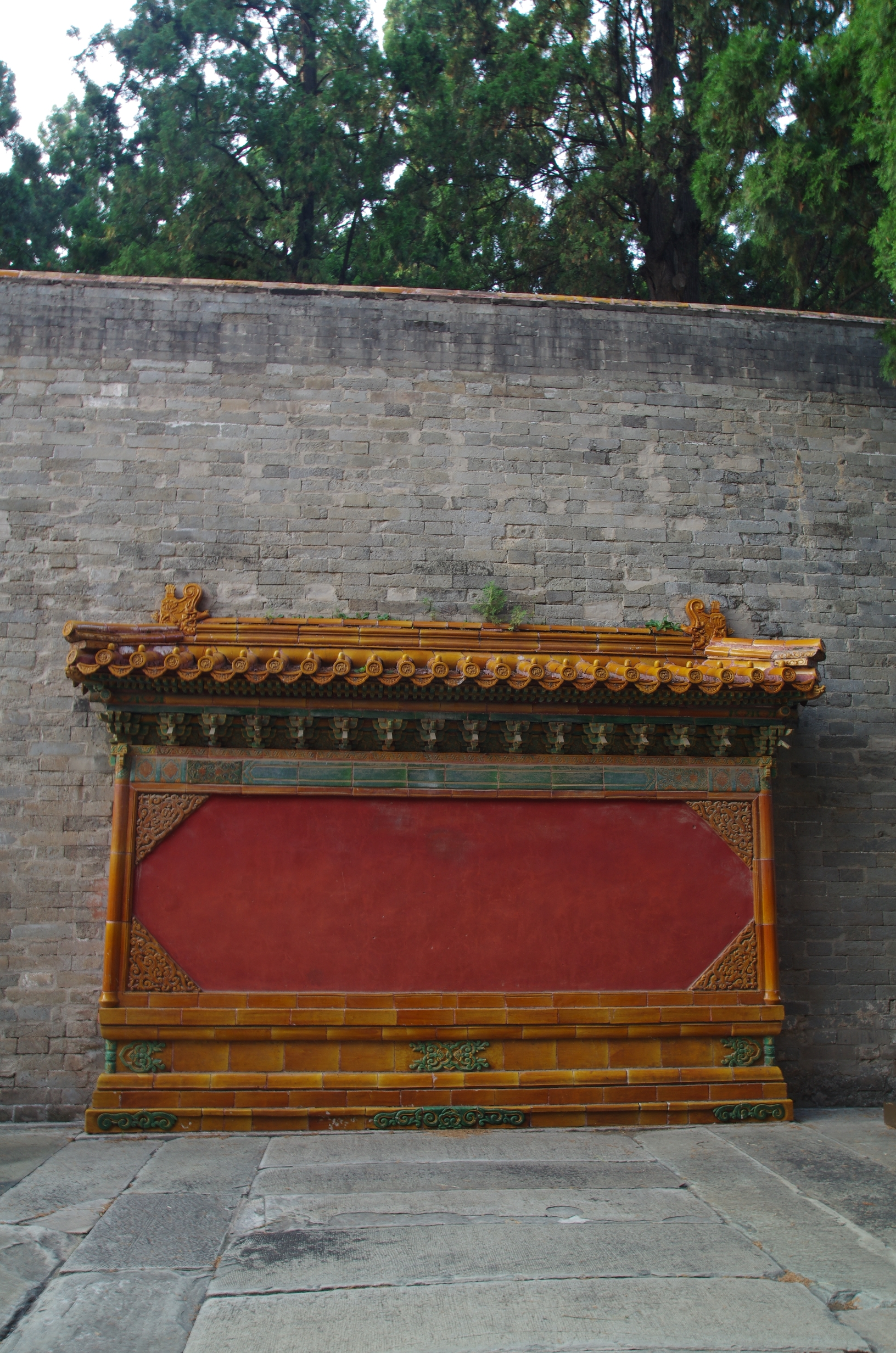
昭陵宝城琉璃影壁